# PRX
TOTVS Agroindústria (anteriormente Próxima, PRX ou ainda P2RX) é uma empresa brasileira de software para agroindústria, com sede na cidade de Assis, São Paulo. Desde 2013 é parte da Totvs quando 60% das participações da empresa foram adquiridas por R$ 11 milhões  segundo a Folha de S.Paulo, a PRX atendia na época 60% das usinas sucroalcooleiras do Brasil, com receita líquida de R$ 21 milhões de reais e crescimento na ordem de 47% nos últimos 4 anos 